# Vižinada
 Vižinada  (olaszul: Visinada) falu és község Horvátországban, Isztria megyében. Közigazgatásilag Bajkini, Baldaši, Brig, Bukori, Crklada, Čuki, Danci, Ferenci, Filipi, Grubići, Jadruhi, Lašići, Markovići, Mastelići, Mekiši kod Vižinade, Nardući, Ohnići, Piškovica, Staniši, Trombal, Velići, Vranići kod Vižinade, Vranje Selo, Vrbani, Vrh Lašići és Žudetići. települések tartoznak hozzá.

## Fekvése
Az Isztria középső részén, Pazintól 16 km-re északnyugatra, Porečtől 16 km-re északkeletre, a Poreština északkeleti szélén, a Mirna völgyének peremén emelkedő magaslaton fekszik.

## Története
A település környékének ma is látható várromjai arról tanúskodnak, hogy itt már a történelem előtti időktől fogva folyamatosan éltek emberek. A községhez tartozó Ferenci falu mellett az 1950-es években végzett régészeti feltárások során a 7. századból származó szláv nekropolisz maradványaira bukkantak. További fontos történelem előtti régészeti lelőhelyek Ružar, Sveti Toma, Medulin és Bošket, valamint a Žudetići és Mastelići területén talált ókori feliratok. Vižinada első írásos említése 1177-ben történt a poreči püspökség birtokaként, majd a 12. és a 15. század között különböző nemesi családok birtoka volt.
A 16. század elejétől a Velencei Köztársasághoz tartozott. 1530-ban Girolamo Grimani gróf vásárolta meg. Az Isztria többi részéhez hasonlóan a 16. és a 17. század járványai és háborúi következtében lakossága nagyrészt kipusztult. Helyükre a velencei hatóságok Dalmáciából és a végekről a török elől menekülő horvátokat telepítettek be. Vižinadának egykor kikötője volt Baštijánál a Mirnán és az élénk kereskedelmet jelzi, hogy az egykori fontik (gabonaraktár) falán ma is látható a különböző áruk egykori fuvardíjait rögzítő tábla. Vižinada a glagolita műveltségnek is egyik fontos központja volt, ahol a 17. századig használták a glagiolita írást. Szent Jeromos tiszteletére szentelt plébániatemplomát 1837 és 1840 között építették, a korábbi 16. századi templom helyén. A templom előtti tér körül álltak a legfontosabb középületek és a nagyobb magánházak. Itt állt a gabonaraktár, az 1782-ben épített közkút, a loggia, valamint a Grimani és Facchinetti családok palotái.
A településnek 1857-ben 1449, 1910-ben 972 lakosa volt. Az első világháború után a rapallói szerződés értelmében Isztria az Olasz Királysághoz került. A második világháború után Jugoszlávia része lett. A település Jugoszlávia felbomlása után 1991-ben a független Horvátország része lett. 2011-ben a falunak 278, a községnek összesen 1155 lakosa volt. Lakói főként mezőgazdasággal (szőlő-, zöldség- és gyümölcstermesztés) foglalkoznak, de fejlett a falusi turizmus is.

## Nevezetességei
- Szent Jeromos tiszteletére szentelt plébániatemploma 1837 és 1840 között épült neoklasszicista stílusban. Főoltárán két márványszobor áll Szent Jeromos és Szent Barnabás alakjával. Az oltár mögött látható Mária-képet Zorzi Ventura festette. A mű a božje poljei Szűz Mária templomból került át ide. A templom mellett álló harangtornya 25 méter magas, a 17. században építették. A templom előtti téren műemlékek sora található. A tér közepén fennmaradt a velencei oroszlán 15. századi kő domborműve. A dombormű előtt az 1726-ban épített egykori gabonaraktár a fontik homlokzatán kőtábla tanúskodik az egykori élénk gazdasági életről. A tábla a különböző áruk egykori fuvardíjait rögzíti. A fontik előtt a téren áll az 1772-ben épített ciszterna két kúttal. Építője a rovinji Simone Battistelle volt, nemrég teljesen felújították.
- A település történelmi magjában áll a Keresztelő Szent János templom is. A templomot a 13. században építették, egyike az Isztria ritka, kétapszisos templomainak. A kapuzatba az 1593-as évszám látható bevésve, mely valószínűleg az egyik nagyarányú átépítés, vagy megújítás dátumát jelzi. A templomban időnként kiállításokat rendeznek.
- Szent Barnabás tiszteletére szentelt temploma[2] a másik helyi templom, mely a 12. vagy a 13. században két apszissal épült. A 17. vagy a 18. században bővítették és átépítették. A 14. században a teljes templomot a Krisztus életéből vett jelenetekkel és az utolsó ítélet ábrázolásával festették ki. A freskókat nemrég restaurálták és mintegy harminc glagolita és latin betűs feliratot találtak rajtuk. A feliratok az akkori nevek és a mindennapi élet részleteit tárják elénk. Elsősorban a papoktól és tanítványaiktól származnak. A feliratokat, nevek kezdőbetűit, évszámokat és helyneveket éles tárgyakkal, nemegyszer ügyetlen kézírással karcolták a falakba.
- A božja poljai Szűz Mária templom[3] ma temetőkápolnaként szolgál és már a 12. században említik. A ma is látható egyhajós késő gótikus épület azonban a 15. századból származik. Sokszögletű bordás csillagboltozatos szentélyét a négy evangélistát, az apostolokat és az angyalokat ábrázoló freskók díszítik. A freskókat először a 18. században restaurálták, nemrég letisztították és időtálló technológiával megújították őket. Freskótöredékek maradtak fenn a szentély falain és a hajóban is. 1536 és 1805 között a templom mellett ferences kolostor állt és a templom Nagyboldogasszony ünnepén az egész Isztria búcsújáróhelye.
- Vižinadától 2 km-re nyugatra a régi parenzai vasútvonal mentén található a Szent Rókus templom. A templom 1593-ban épült, 1989-ben restaurálták.
- A település előtt egy magánterületen áll az 1900-ban épített kis Szent Anna templom, melyet 1995-ben renováltak.

## Érdekességek
1970-ben itt forgatták a Kelly hősei c. Clint Eastwood és Telly Savalas főszereplésével készült klasszikus amerikai háborús filmet.

## Lakosság
| Lakosság változása | Lakosság változása | Lakosság változása | Lakosság változása | Lakosság változása | Lakosság változása | Lakosság változása | Lakosság változása | Lakosság változása | Lakosság változása | Lakosság változása | Lakosság változása | Lakosság változása | Lakosság változása | Lakosság változása | Lakosság változása |
| ------------------ | ------------------ | ------------------ | ------------------ | ------------------ | ------------------ | ------------------ | ------------------ | ------------------ | ------------------ | ------------------ | ------------------ | ------------------ | ------------------ | ------------------ | ------------------ |
| 1857               | 1869               | 1880               | 1890               | 1900               | 1910               | 1921               | 1931               | 1948               | 1953               | 1961               | 1971               | 1981               | 1991               | 2001               | 2011               |
| 1449               | 1597               | 1016               | 1026               | 999                | 972                | 2461               | 2611               | 749                | 349                | 324                | 234                | 290                | 250                | 276                | 278                |